# Whistley House
 Whistley House è una casa di campagna e fattoria storica nel villaggio e parrocchia civile di Potterne nella contea del Wiltshire nel Sud Ovest dell'Inghilterra, Regno Unito. L'edificio risale al XVII secolo e l'English Heritage lo considera un monumento classificato di seconda categoria per il suo particolare interesse storico e architettonico.

## Storia
Whistley House fu di proprietà della famiglia Kent dal 1620 al 1800 circa e conosciuta come Butchers nel XVII e XVIII secolo. Sono sopravvissuti inventari del 1704 e del 1719, ma la casa fu probabilmente ricostruita per Henry Kent intorno al 1730. Venne poi riedificata attorno al 1772, quasi contemporaneamente a Court House e più tardi fu eretta Highlands House, l'ex canonica. Fu costruita per la famiglia Kent sul sito di un edificio precedente incorporandone frammenti. Una parte della casa venne aggiunta, per un ampliamento, con la ricostruzione di una struttura a telaio in legno.

## Descrizione
L'English Heritage ha inserito dal 19 marzo 1962 Whistley House a Potterne tra gli edifici storici come monumento classificato di seconda categoria col numero 1243109.

### Esterni
La casa si trova a nord ovest dell'abitato del villaggio di Potterne nella contea del Wiltshire nel Sud Ovest dell'Inghilterra, Regno Unito. Si tratta di una
casa di campagna con annessa fattoria che si alza su due piani con una soffitta. Costruita in mattoni rossi con rivestimenti in pietra, conci con giunti a V e uno zoccolo in bugnato. Il tetto è a padiglione in tegole di Bridgwater con cimase a sfera sui fianchi anteriori e con due camini centrali. La pianta è quadrata con ala posteriore sporgente e un lungo corpo a est. Solo il corpo principale è a due piani con mansarda. La facciata posteriore conserva un frammento di intelaiatura in legno nella parete e un tratto di zoccolo modanato nella parete di fondo della cantina e questo suggerisce che l'angolo posteriore nord-est della casa incorpori un edificio precedente e l'angolo nord-ovest, sebbene simile nei dettagli alla facciata principale, sia stato aggiunto leggermente più tardi. La facciata presenta due abbaini a due falde e finestre a nove vetri con testa a spicchi. La porta centrale è a 8 pannelli con cornice modanata a spicchi con grande timpano curvo spezzato su mensole a volute. Sopra vi è una piccola finestra ad arco con testa a spicchi in una cornice modanata molto elaborata, che si dice sia stata modificata o inserita intorno al 1940. La parete laterale destra presenta una finestra a due luci nel seminterrato. Il lato sinistro presenta una serie di due finestre cieche con testa a spicchi in mattoni e chiavi di volta a filo, una delle quali, a sinistra del piano terra, è stata aperta con una finestra nel XX secolo. Il retro presenta una porta con cornice modanata a filo e un infisso a 12 pannelli per ogni piano a destra. L'ala posteriore è in mattoni rossi con tetto a padiglione a valle, il piano terra è inclinato per l'accesso alla porta principale sul retro. Le finestre sono con per lo più con infissi in metallo del XX secolo ma sono conservate alcune finestre con testa a spicchi in legno. L'estremità più lontana presenta muri più spessi e potrebbe risalire al XVIII secolo, mentre l'estremità più vicina potrebbe essere una successiva ricostruzione di una struttura a telaio in legno.

### Interni
Al piano terra si trova una stanza rivestita con pannelli a campi, a sud-est, con pilastri e armadio a conchiglia. Il salone centrale presenta un arco a chiocciola in legno con ampie volute. La scala per accedere al primo piano è a gomito con balaustre tornite, ringhiera modanata e zoccolo rivestito in legno. Le stanze del primo piano presentano caminetti risalenti all'inizio o alla metà del XVIII secolo e alcune pannellature. I dislivelli sul retro, a nord-est, conservano il camino con architrave in legno al piano terra e la trave smussata a spina di pesce, che potrebbero rappresentare parte di una casa del XVII secolo.